# Avelãs de Cima
Pour les articles homonymes, voir Avelãs.
Avelãs de Cima est une paroisse civile portugaise (en portugais : freguesia) de la municipalité d'Anadia dans le district d'Aveiro.

## Démographie
Lors du recensement de 2021, Avelãs de Cima compte 1 953 habitants.